# 东平郡 (辽朝)
东平郡，中国辽朝时设置的唯一一个郡。
唐高宗时灭亡高句丽，以辽东城（今辽宁省辽阳市）设立辽城州都督府。属于安东都护府。唐朝后期地属渤海国，但是建制不详。耶律阿保机建立大契丹国之前夺得辽阳地区。在神册四年（919年）以渤海、汉户置东平郡，治所在今辽阳老城，为防御州。辽太宗天显三年（929年）迁东丹国居民于东平郡，升东平郡为东丹国南京。次年，下辖辽阳县、仙乡县、鹤野县、紫蒙县、兴辽县、肃慎县、归仁县。会同元年（938年）改为大契丹国东京辽阳府。